# Geranium reinii
Geranium reinii là một loài thực vật có hoa trong họ Mỏ hạc. Loài này được Franch. & Sav. mô tả khoa học đầu tiên năm 1878.